# Medaglia James Craig Watson

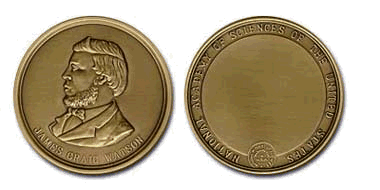
La medaglia James Craig Watson

La medaglia James Craig Watson (in inglese James Craig Watson Medal) fu creata grazie ad un lascito di James Craig Watson, ed è assegnata dall'Accademia nazionale statunitense delle scienze per i contributi in astronomia.

## Cronotassi dei vincitori
- 1887 - Benjamin Apthorp Gould
- 1889 - Ed Schoenfeld
- 1891 - Arthur Auwers
- 1894 - Seth Carlo Chandler
- 1899 - David Gill
- 1913 - Jacobus C. Kapteyn
- 1916 - Armin Otto Leuschner
- 1924 - Carl Charlier
- 1929 - Willem de Sitter
- 1936 - Ernest William Brown
- 1948 - Samuel A. Mitchell
- 1951 - Herbert R. Morgan
- 1955 - Chester B. Watts
- 1957 - George Van Biesbroeck
- 1960 - Yusuke Hagihara
- 1961 - Otto Heckmann
- 1964 - Willem Jacob Luyten
- 1965 - Paul Herget
- 1966 - Wallace J. Eckert
- 1969 - Jürgen Kurt Moser
- 1972 - André Deprit
- 1975 - Gerald M. Clemence
- 1979 - Charles Thomas Kowal
- 1982 - Stanton J. Peale
- 1985 - W. Kent Ford, Jr
- 1986 - Robert B. Leighton
- 1991 - Maarten Schmidt
- 1994 - Yasuo Tanaka
- 1998 - Carolyn Jean Spellmann Shoemaker e Eugene Shoemaker
- 2001 - David Todd Wilkinson
- 2004 - Vera Rubin
- 2007 - Michael Skrutskie e Roc Cutri
- 2010 - Margaret Geller
- 2012 - Jeremiah Ostriker
- 2014 - Robert Kirshner
- 2016 - Timothy M. Brown
- 2018 - Ewine van Dishoeck
- 2020 - Lisa Kewley
- 2022 - Samuel Harvey Moseley, Jr.